# Rumänen in Italien
Die Rumänen in Italien stellen mit mehr als einer Million Personen (neben den Albanern und den Marokkanern) die größte ethnische Minderheit des Landes.
Nach Angaben des Nationalen Instituts für Statistik (ISTAT) haben am 1. Januar 2016 rund 1,2 Mio. rumänische Staatsangehörige in Italien gewohnt. Im Jahr 2015 wohnten rund 660.000 Frauen und 490.000 Männer mit rumänischer Staatsangehörigkeit in Italien.

## Geografische Verteilung
Die Gebiete mit der größten rumänischen Bevölkerung in Italien sind Latium, die Lombardei, Venetien, Emilia-Romagna, die Toskana, Sizilien und Kampanien. Laut den Angaben des Nationalen Instituts für Statistik wohnten allein in Latium 230.000 Menschen rumänischer Abstammung. Daneben wohnen 160.000 Rumänen in der Lombardei. Nachdem ein rumänischer Roma im Jahr 2007 eine Italienerin überfallen und tödlich verletzt hatte, wurden mehrere Rumänen Opfer von Gewalttaten.

## Bekannte Rumänen in Italien
- Roman Vlad, Musiker und Komponist
- Virginia Zeani, Musikerin